# Alegeri locale în Chișinău, 2018

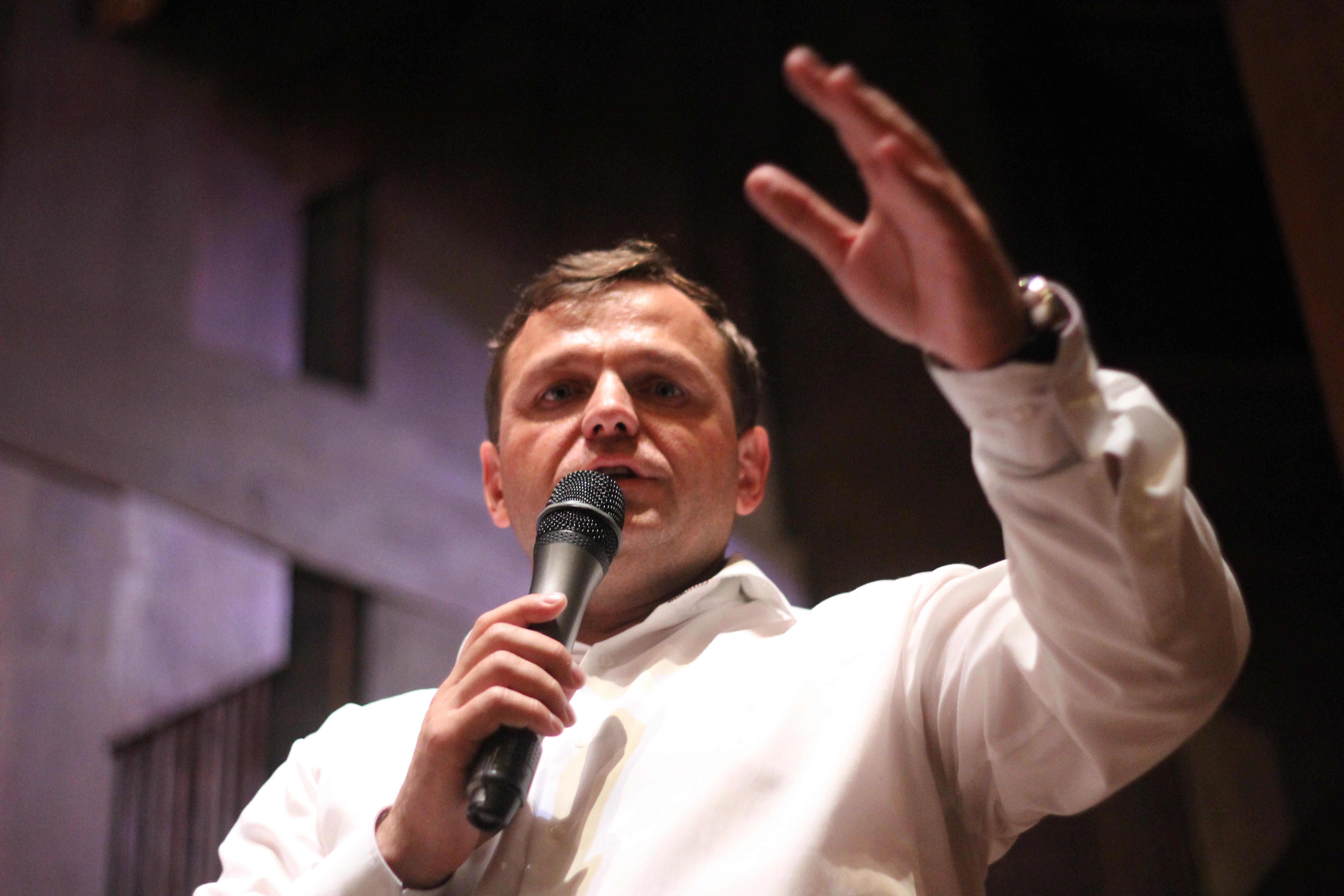
Andrei Năstase a câștigat alegerile, dar mandatul său nu a fost validat de judecătorie

Alegerile locale anticipate la Chișinău din 2018 au avut loc la 20 mai, cu al doilea tur desfășurându-se la 3 iunie, și au fost câștigate de Andrei Năstase. Primarul general a fost ales pentru o perioadă de un an, până la alegerile locale din 2019. Scrutinul a costat peste 22 de milioane de lei.
Fotoliul de primar de Chișinău a rămas liber după ce Dorin Chirtoacă, suspendat din cauza dosarelor sale penale, și-a dat demisia la 16 februarie. Primar interimar de Chișinău a devenit Silvia Radu.
La 20 mai, rata de participare a alegătorilor a fost de 35,75%. Niciun candidat nu a obținut majoritatea voturilor, astfel încât la 3 iunie a fost organizat turul II, între candidatul PSRM Ion Ceban și candidatul PPDA Andrei Năstase. Năstase a câștigat, acumulând 52,57% din voturi.
La 19 iunie, la 16 zile după alegeri, Judecătoria Centru a capitalei a invalidat mandatul lui Năstase, în urma unui recurs al Partidului Socialiștilor, care l-a acuzat pe acesta că a făcut agitație electorală în ziua turului II. Astfel, primăria rămâne a fi condusă de primarul interimar Ruslan Codreanu până la alegerile locale din anul 2019. Năstase a calificat decizia ca una arbitrară, adăugând: „Pentru mafie, nu contează votul cetățenilor”.

## Lista candidaților

### Turul I
| Candidat            | Funcție | Partid | Rezultat |
| ------------------- | --- | --- | -------- |
| Vasile Costiuc      | președintele Partidului „Democrația Acasă”                                                                      | Partidul „Democrația Acasă” | 0,23%    |
| Andrei Năstase      | președintele Partidului „Platforma Demnitate și Adevăr”                                                         | Partidul „Platforma Demnitate și Adevăr” susținut de: - Partidul „Acțiune și Solidaritate” - Partidul Liberal Democrat din Moldova | 32,12%   |
| Alexandr Roșco      | jurist | Partidul „Casa Noastră — Moldova”                                                                                                  | 0,20%    |
| Valeriu Munteanu    | vicepreședintele Partidului Liberal                                                                             | Partidul Liberal | 3,61%    |
| Ion Ceban           | consilier municipal; președintele fracțiunii Partidului Socialiștilor în Consiliul municipal Chișinău           | Partidul Socialiștilor din Republica Moldova                                                                                       | 40,97%   |
| Victor Strătilă     | avocat, vicepresedinte Partidul Verde Ecologist,ex-vicepresedinte Comisia Nationala de Integritate              | Partidul Verde Ecologist | 0,19%    |
| Alexandra Can       | economist; director general al fabricii de marochinărie „Artima”                                                | Partidul Național Liberal | 0,17%    |
| Maxim Brailă        | vicepreședintele Partidului Popular din Republica Moldova                                                       | Partidul Popular din Republica Moldova                                                                                             | 0,15%    |
| Silvia Radu         | Ex-Primarul general interimar al mun. Chișinău (2017 - 2018)                                                    | candidat independent | 17,65%   |
| Alexandru Mîțu      | manager | Partidul Ruso-Slavon din Moldova                                                                                                   | 0,17%    |
| Constantin Codreanu | deputat în Parlamentul României; președintele Comisiei pentru comunitățile de români din afara granițelor țării | Partidul Unității Naționale susținut de: - Partidul Liberal Reformator - Uniunea Centristă din Moldova                             | 4,55%    |

### Turul II
| Candidat       | Partid                                       | Susținut de | Rezultat |
| -------------- | -------------------------------------------- | --- | -------- |
| Ion Ceban      | Partidul Socialiștilor din Republica Moldova | | 47,43%   |
| Andrei Năstase | Partidul „Platforma Demnitate și Adevăr”     | - Partidul „Acțiune și Solidaritate” - Partidul Liberal Democrat din Moldova - Partidul Liberal - Partidul Unității Naționale - Partidul Popular European din Moldova - Partidul Național Liberal - Partidul Popular din Republica Moldova - Uniunea Centristă din Moldova | 52,57%   |

## Candidați retrași sau eliminați
- Andrei Munteanu, de la Partidul Societății Progresiste, a fost eliminat la 26 aprilie.[7]
- Reghina Apostolova, de la Partidul „Șor”, a fost eliminată la 11 mai, partidul fiind acuzat că a primit finanțare de peste hotare.[8]